# Maria Staafgård
Maria Staafgård (ur. 8 marca 1969) – szwedzka lekkoatletka, sprinterka. 
Podczas halowych mistrzostw Europy w 1994 odpadła w półfinale na 200 metrów, w eliminacjach ustanowiła halowy rekord kraju (23,47).
Na mistrzostwach Europy w 1994 odpadła w eliminacjach na 200 metrów oraz w sztafecie 4 x 400 metrów. W swoim biegu szwedzka sztafeta ze Staafgård na trzeciej zmianie ustanowiła wynikiem 3:32,36 rekord kraju.
W 1992 zdobyła złoto mistrzostw Szwecji w biegu na 100 metrów, w 1997 triumfowała w mistrzostwach kraju na dwukrotnie dłuższym dystansie.
Halowa mistrzyni Wielkiej Brytanii (AAA Indoor Championships) na 200 metrów (1994).

## Rekordy życiowe
- Bieg na 100 metrów – 11,69 (1992)[4]
- Bieg na 200 metrów (hala) – 23,47 (1994) były halowy rekord Szwecji[5]
- Bieg na 400 metrów – 54,66 (1997)[6]